# Wilhelm von Uslar (Förster)
Johann Martin Wilhelm von Uslar (* 20. September 1783 in Herzberg am Harz; † 14. August 1866 in Braunschweig) war ein deutscher Forstbeamter und Kammerpräsident.

## Leben
Wilhelm von Uslar wurde 1783 in Herzberg geboren, wo sein Vater Julius Heinrich von Uslar (1752–1829) eine Forstschule leitete. Er trat zunächst in den Militärdienst und diente als Offizier bei den Cambridge-Dragonern in Celle. Anschließend studierte er Forst- und Kameralwissenschaften. Er erlernte die Forstpraxis bei seinem Vater, absolvierte den Vorbereitungsdienst und wurde Oberförster in Lauterberg. Er ging 1833 als leitender Forstdirektor nach Braunschweig. Im Jahr 1842 wurde er Kammerpräsident und ging 1849 aus politischen Gründen in Pension.
Bereits als Oberförster hatte von Uslar den Ruf eines hervorragenden Forstmannes. Er führte 1824 Durchforstungsversuche in Buchenbeständen durch, die zeigten, dass eine intensivere Durchforstung bessere Ergebnisse lieferte. Als Leiter der braunschweigischen Forstverwaltung etablierte er zwischen 1835 und 1842 zahlreiche forsttechnische Regelungen, die als die Grundlage der wissenschaftlichen Richtung des braunschweigischen Forstwesens angesehen werden können.
Wilhelm von Uslar war Träger des Ordens Heinrichs des Löwen und seit 1831 Ehrenritter des Johanniter-Ordens. Er starb im August 1866 im Alter von 83 Jahren in Braunschweig.

## Schriften (Auswahl)
- Prüfung, ob die von dem Herrn Oberforstrath Dr. Pfeil empfohlene Verkürzung des Umtriebs in den Forsten auf die Fichtenwälder des Hannöverschen Harzes vorteilhaft Anwendung finden könne?. In: Pfeil: Kritische Blätter für Forst- und Jagdwissenschaft V, 2. H., 1831, S. 20.
- Ueber den Ertrag aus natürlichen Anflügen und sehr dichten Saaten auf dem Harzgebirge erwachsener Fichtenbestände. In: Allg. Forst- und Jagdzeitung, 1847, S. 286.